# Bria Skonberg
Bria Skonberg est une chanteuse, musicienne et trompettiste canadienne née en 1983 à Chilliwack.
Après avoir suivi des leçons de piano à l'école primaire, c'est vers la trompette qu'elle se tourne au début de l'adolescence. En 2006, elle devient diplômée en trompette de jazz à l'université Capilano (en) de Vancouver et travaille avec le chef d'orchestre canadien Dal Richards (en). Elle gagne plusieurs prix lors de festivals de jazz et enregistre son premier album "Fresh" en 2009, produit par Paul Airey, également producteur d'un des premiers albums de Michael Bublé.
Elle vit à New York depuis 2010.

## Discographie
- Fresh (2009)
- So Is the Day (Random Act, 2012)
- Into Your Own (Random Act, 2014)
- Bria (Sony Masterworks, 2016)
- With a Twist (Sony, 2017)